# Crossostylis

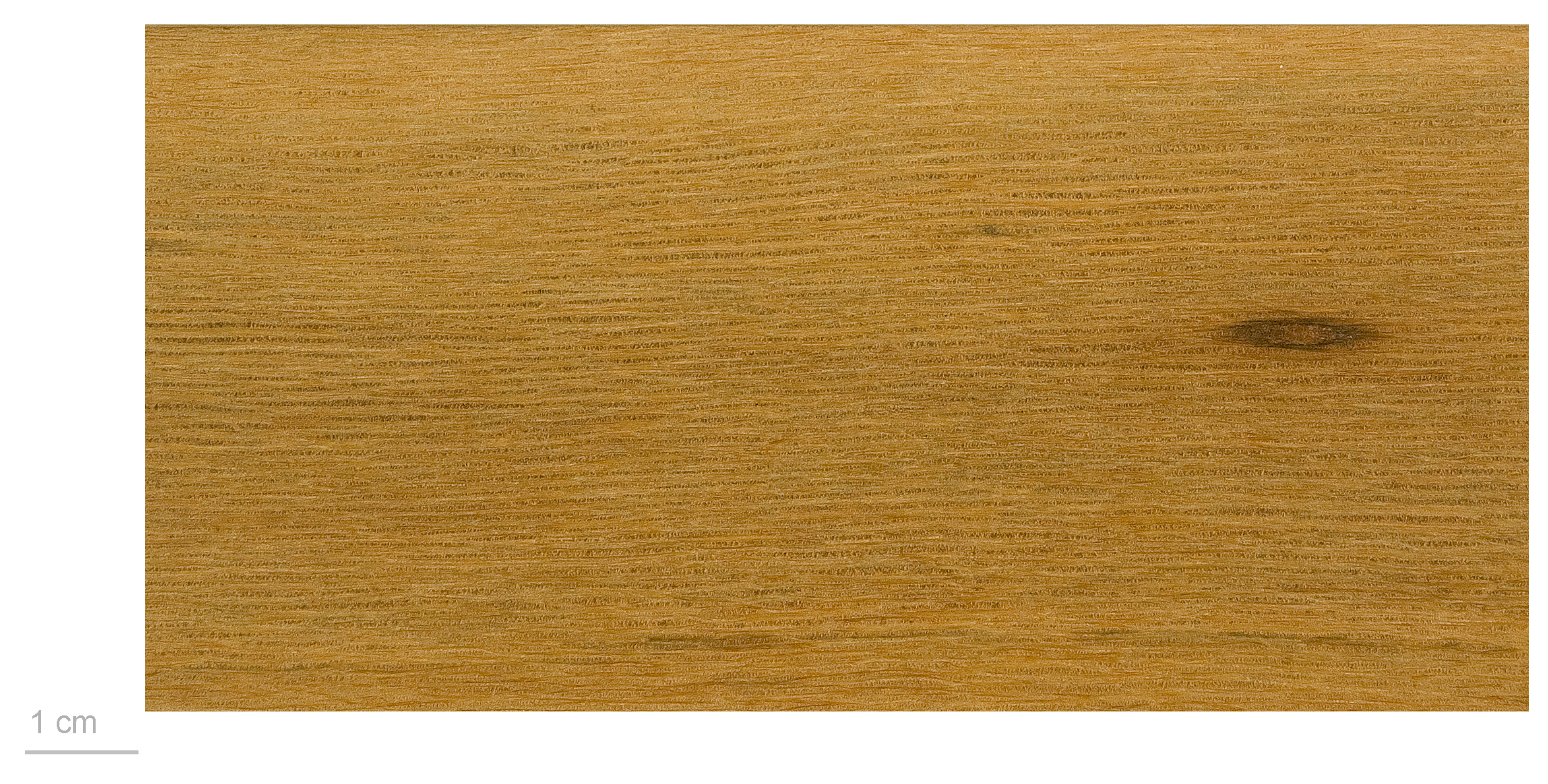
Crossostylis grandiflora

Crossostylis es un género de árboles tropicales con 12 especies pertenecientes a la familia Rhizophoraceae.

## Taxonomía
Crossostylis fue descrito por J.R.Forst. & G.Forst. y publicado en Characteres Generum Plantarum 44, en el año 1775. La especie tipo es: Crossostylis biflora J.R. Forst. & G. Forst. 

## Especies
A continuación se brinda un listado de las especies del género Crossostylis aceptadas hasta febrero de 2012, ordenadas alfabéticamente. Para cada una se indica el nombre binomial seguido del autor, abreviado según las convenciones y usos:
- Crossostylis banksiana Guillaumin
- Crossostylis biflora J.R.Forst. & G.Forst.
- Crossostylis cominsii Hemsl.
- Crossostylis dimera Ding Hou
- Crossostylis grandiflora Brongn. & Gris
- Crossostylis harveyi Benth.
- Crossostylis multiflora Brongn. & Gris ex Pancher & Sebertreview)
- Crossostylis parksii (Gillespie) A.C.Sm.
- Crossostylis pedunculata A.C.Sm.
- Crossostylis raiateensis J.W.Moore
- Crossostylis richii (A.Gray) A.C.Sm.
- Crossostylis seemannii (A.Gray) A.Schimp.